# Wero (Ngombol)
Wero is een bestuurslaag in het regentschap Purworejo van de provincie Midden-Java, Indonesië. Wero telt 423 inwoners (volkstelling 2010).